# Biemna humilis
Biemna humilis är en svampdjursart som beskrevs av Thiele 1903. Biemna humilis ingår i släktet Biemna och familjen Desmacellidae.
Artens utbredningsområde är havet kring Indonesien. Inga underarter finns listade i Catalogue of Life.